# کمیته ملی المپیک و ورزش‌های فرانسه
کمیته ملی المپیک و ورزش‌های فرانسه (فرانسوی: Comité national olympique et sportif français‎) یک سازمان ورزشی است که نماینده کشور فرانسه در کمیته بین‌المللی المپیک می‌باشد.
این سازمان که در سال ۱۸۹۴ تأسیس شده مسئول آماده‌سازی و اعزام ورزشکاران به بازی‌های المپیک، بازی‌های المپیک جوانان و بازی‌های اروپایی است.